# ヨ・キエロ・ビビール
「ヨ・キエロ・ビビール」（西: Yo Quiero Vivir）は、スペイン・カナリア諸島出身のデュオ・アデクセ・アンド・ナウの楽曲。

## 解説
アデクセ・アンド・ナウは、アデクセ（2005年7月7日生まれ）とナウ（2002年12月9日生まれ）の実の兄弟で結成されたデュオである。YouTubeにカバー楽曲動画「Si Tú No Estás - Adexe & Nau (Nicky Jam Cover)」を投稿したことをきっかけに注目され、2017年2月にSony Music Latinとメジャー契約した。その後リリースした1枚目のアルバム『Tú Y Yo』が同年9月14日付のスペインのアルバムチャートで週間1位を獲得している。2017年12月にはスペイン出身アーティスト初となるYouTube総再生回数20億超えた。
「ヨ・キエロ・ビビール」は『Tú Y Yo』に収録されている曲で、日本でも各ストリーミングサービスで聴くことができる。MVが2018年7月6日に投稿され、1か月で約600万回再生されている。なお、"Yo Quiero Vivir."とは"I want to live."を意味する。

## わーすたのカバー
「ヨ・キエロ・ビビール」は、わーすたの配信限定シングル。2018年8月19日にiDOL Streetから発売された。

### 概要
2018年6月24日にRensaで開催された『イセ食品 森のたまご presents わーすた Summer LIVE TOUR 2018 〜JUMPING SUMMER〜』仙台公演で、『わーすた「わんだふるYEAR」5大発表！！！！！』が告知され、このなかで9月29日、9月30日にスペインのマドリードで開催される『Japan Weekend Madrid』にわーすたが出演することが発表された。その後、『Japan Weekend Madrid』の出演アーティストラインナップを見たアデクセ・アンド・ナウが、ジャパンアイドルの中でも世界に発信している活動をしていたわーすたに注目し、楽曲コラボレーションをオファーした。
8月3日、わーすたとアデクセ・アンド・ナウがコラボレーションしたバージョンの「ヨ・キエロ・ビビール」のMVがYouTubeに投稿された。わーすたとアデクセ・アンド・ナウがコラボレーションしたバージョンの「ヨ・キエロ・ビビール」のMVは、既に公開されていたアデクセ・アンド・ナウのバージョンに日本で撮影されたわーすたの出演シーンが挿入される形となっている。公開から12日間で100万回再生を突破し、わーすた自身の最速の再生ペースとなる。再生数の国別ランキングが上位から1位メキシコ、2位アルゼンチン、3位スペイン、4位ペルー、5位日本となり、スペイン語圏の国からのアクセスが多かった。これを受け8月17日、日本時間の8月19日午前0時に本作が全世界音楽配信されると発表された。前作「プリティー☆チャンネル」に引き続き、ミュージックカードの販売もない完全なる配信限定シングルとなる。
なお、全てわーすたが歌う日本語バージョンの「ヨ・キエロ・ビビール」も制作され、8月18日にVARIT.で開催された『イセ食品 森のたまご presents わーすた Summer LIVE TOUR 2018 〜JUMPING SUMMER〜』神戸公演で初披露された。

### 収録曲
両バージョンとも、作詞・作曲・編曲：VÁN CAYETANO TROYANO GÓMEZ, ADEXE GUTIÉRREZ HERNÁNDEZ, NAUZET GUTIÉRREZ HERNÁNDEZ & JOSÉ GUILLERMO LUPIÓN LÓPEZ、日本語詞：KANATA OKAJIMA
日本語バージョン
1. ヨ・キエロ・ビビール

日本語&スペイン語バージョン　(Wasuta x Adexe y Nau名義)
1. Yo Quiero Vivir

### 音楽配信
今回も『プリティー☆チャンネル』を配信していたダウンロード型もしくはストリーミング型の各サービスで一斉に8月19日未明に配信され、ハイレゾ音源も同時に配信された。世界初のスマホ向けアニソン定額配信サービス「ANiUTa」ではアニソンではないにもかかわらず日本語バージョンのみであるが配信された。
全ての配信サービスにおいて、日本語バージョンの「ヨ・キエロ・ビビール」と日本語&スペイン語バージョンの「Yo Quiero Vivir」は別々のアルバムとして管理されている。
太字の配信サービスはハイレゾ音源を配信している。

### イベント
CDもミュージックカードも販売しないため、イベントはない。